# Doe maar gewoon (single van René Froger)
Doe maar gewoon is een single van de Nederlandse zanger René Froger uit 2007. Het stond in hetzelfde jaar als eerste track op het gelijknamige album.

## Achtergrond
Doe maar gewoon is geschreven en geproduceerd door Emile Hartkamp en Norus Padidar. Het is een levenslied waarin de liedverteller zingt over zijn vrouw, welke over de jaren in de relatie een ander persoon is geworden. Hij vraagt haar om "gewoon te doen". Het is een van de eerste singles van de zanger die hij in het Nederlands uitbrengt. Hiervoor waren enkel Alles kan een mens gelukkig maken en Kon het maar elke dag Kertmis zijn de Nederlandstalige singles, daar hij vooral in het Engels zingt. De B-kant van de single is een "Karaoke versie", ofwel een instrumentale versie.

## Hitnoteringen
De zanger had enig succes met het lied in de Nederlandse hitlijsten. In de Single Top 100 piekte het op de tweede plaats en was het twaalf weken te vinden. In de negen weken dat het in de Top 40 stond, kwam het tot de zevende plek.